# 마비노기 영웅전
《마비노기 영웅전》은 데브캣 스튜디오가 개발하고 넥슨이 서비스하는 액션 RPG 게임으로, 《마비노기》의 외전이며, 밸브 코퍼레이션사의 소스 엔진을 사용하여 물체의 파괴와 이용까지 구현한 사실적인 물리 환경이 특징이다. 2009년 12월 16일에 PC방을 대상으로 실시한 프리미어 오픈을 마치고 2010년 1월 21일 그랜드 오픈을 실시하여 정식 서비스에 돌입했다. 2010년 10월 27일 북미 2011년 10월 5일 유럽에서 빈딕투스(Vindictus)로 정식서비스가 시작됐다. 2011년 11월 30일 일본 (マビノギ英雄伝) 2011년 12월 23일 타이완에서 마비노기 영웅전(洛奇英雄传)으로 정식 서비스가 시작됐다.

## 게임플레이
전투
3D 액션 RPG 게임으로, 스토리와 연계된 전투를 부여받고 던전에서 전투를 수행하는 방식으로 게임을 진행한다. 플레이어는 3인칭 시점으로 캐릭터를 조작하며, 주어진 커맨드를 입력하여 공격을 하거나 스킬을 사용하여 몬스터를 처치한다. 옵션에서 키보드 모드와 마우스 모드 중 원하는 조작 방법을 선택할 수 있으며, 게임패드로도 조작이 가능하다.
플레이어는 던전에서 전투를 완수하거나 아이템을 입수하는 방법으로 연계된 스토리를 진행해야 한다. 일반적인 던전은 4인까지, 특수한 보스몹 레이드 시에는 8인까지 플레이 할 수 있다. 최대 24인까지 참여할 수 있는 기사단 전투도 존재한다. 선착장에서 배를 타고 던전에 도착하는 구조로 이루어져 있다. 각 던전에서는 다양한 사물이나 지형이 있으며 이를 활용하여 몬스터를 쓰러뜨릴 수도 있다. 또한, 갈고리 사슬, 창과 같은 보조무기를 사용할 경우 몬스터의 움직임을 둔하게 만들거나 특정한 부위를 맞춰 아이템을 획득할 수 있다. 던전에서 획득한 아이템은 스토리 진행이나 제작 아이템의 재료로 쓰인다. 또한 밸브사의 소스 물리엔진을 사용하여 갑옷이 훼손되거나 물체가 파괴되는 효과로 더욱 실감나는 전투를 즐길 수 있다. 모든 전투가 논타겟팅 방식으로 이루어져 있어 익숙해지는데 시간이 다소 걸리나 논타겟팅 특유의 손맛을 느낄 수 있다. 설정에 들어가서 보스 몹을 바라보게 설정할 수도 있다. 하지만 타겟팅이 오히려 진로를 방해하는 경우도 종종 있어서 마영전에서는 논타겟팅이 좀 더 편하다
하지만 고질적인 서버문제 및 운영의 실정과, 게임 특성과는 별개되는 무리한 pvp시스템의 매칭은 게임의 퀄리티를 하향시키는 결과까지 초래하였으나 지금은 어느 정도 개선되어 일정한 수의 유저를 유지하고 있다.

### 캐릭터
클래스에 따른 구분이 아닌, 베이스 캐릭터를 선택하여 플레이하는 방식을 취하고 있다. 베이스 캐릭터는 각각 공격 방식이나 착용 가능한 무기, 사용하는 스킬 등에 큰 차이가 있다. 현재까지 등장한 베이스 캐릭터는 최초 캐릭터 리시타, 피오나. 그리고 이후 패치로 추가된 이비, 카록, 카이, 벨라, 허크, 린, 아리샤, 헤기, 델리아로 총 11개의 캐릭터가 있다.
- 리시타는 양손에 검이나 창을 들어 듀얼소드와 듀얼스피어로 구분된다. 무기에 따라 회피방식과 스킬이 달라지나 두 타입 모두 빠르고 경쾌한 전투방식, 크리티컬이 적중했을 때 사용 가능한 "글라이딩 퓨리" 스킬이 특징이다.
- 피오나는 롱소드와 롱해머 그리고 방패를 사용하며, 방패는 적의 공격을 순간적으로 막고 빠른 반격을 사용하는 스몰실드와 안정적인 방어가 가능한 라지실드로 나뉜다. 두 무기 모두 SP를 모아 짧은 시간 스태미너 제약이 사라지고 슈퍼아머가 되는 "슬래싱 하이" 스킬을 사용한 상태에서의 폭발적인 루프공격이 특징이다.
- 이비는 마법과 연금술을 사용하며 무기로는 스태프와 배틀 사이드를 사용한다. 스태프는 회복마법을 포함한 원거리 공격마법을, 배틀사이드는 블링크와 빠른 중거리 공격이 장점이다. 캐릭터중 유일하게 부활을 사용한다.
- 카록은 자이언트 종족으로 기둥과 블래스터를 사용하며, 기둥은 느리지만 높은 타격감과 공격범위, 각각의 데미지가 높은 장점이 있으며 기둥던지기라는 스킬을 통해 기둥을 던져버리고 맨손격투로 전환도 가능하다. 블래스터는 장착형 근접화포무기로 복싱처럼 빠르고 탄력있는 근거리 플레이가 장점이다. 보스몬스터의 공격을 맨손으로 잡아 반격하는 "힘 겨루기" 스킬이 특징이다.
- 카이는 활과 크로스건을 사용하며, 활은 숏보우/롱보우로 전환이 가능하며 각각 자동조준, 빠른공격속도/ 수동조준, 느린공격속도의 탄력있는 플레이가 가능하다. 크로스건은 FPS를 하는 것처럼 매우 빠른 공격속도와 재장전을 통한 버프가 장점이다.
- 벨라는 듀얼 소드와 듀얼 블레이드를 사용하며, 모두가 독자적 무기를 사용하는데 비해 유일하게 리시타와 듀얼소드를 공유하고 있다. 리시타와 흡사한 스타일에 백래쉬를 통한 원거리 공격 되돌려보내기와 카운터가 특징. 듀얼블레이드는 사슬로 이어진 날무기이며 투척과 회수를 모토로 중-장거리 공격이 가능한 장점이 있다.
- 허크는 대검(그레이트소드)을 이용하는 캐릭터이다. 긴 리치의 대검을 이용한 공격이 가능하며, 철벽과 복수를 통한 안정적인 생존이 가능하다. 또한 적의 공격을 쳐내 대부분의 보스몬스터를 경직시킬 수 있는 "공격 쳐내기"가 가능하다.
- 린은 창(배틀글레이브)을 이용하는 캐릭터이다. 스매시 추가타 공격으로 낙화를 쌓고 개화 스킬로 쌓인 낙화를 터뜨려 한번에 큰 딜링을 한다. 히트앤런 스타일의 플레이가 주를 이룬다.
- 아리샤는 캐스틀릿 과 롱블레이드를 이용하는 캐릭터이며, 마법과 검술을 이용하는 마검사형 캐릭터이다. 다른 캐릭터들과 다른 "마나"라는 자원을 가지고 있으며 마나 블레이드 상태에서 이를 소모해 강력한 공격이 가능하다. 소모한 마나는 마나블레이드를 해제한 상태의 일반공격으로 수급한다.
- 헤기는 단검(팬텀대거)을 이용하는 캐릭터이다. 이비와 아리샤에 이은 3번째 지능 캐릭터이다. 보조장비는 이비와 공유하며, 장신구와 귀걸이는 아리샤와 공유한다. 최초의 남자 지능캐릭터이기에 그 당시에 있던 장비에 착용의 문제점이 있어, 헤기가 출시된 이후로, 남캐와 여캐가 따로 입던 장비 중 몇가지가 남여 공용으로 통합되었다. 기본 공격으로 환영의 조각을 쌓고 스매시 공격으로 터트려 스매시 공격에 추가적인 딜링을 할 수 있으며, 에스피 스킬로는 체력을 회복하거나 공격력을 올려주는 범위형 버프 스킬 등이 존재한다.
- 델리아는 대검(바스타드소드)를 이용하는 캐릭터이다. 공주이지만 기사의 길을 걷는다는 설정을 지닌 캐릭터로,기본공격을 3타만 할 수 있으나,스킬 레벨업을 통해 추가타 스매시를 사용할 수 있다. 강력한 다단히트 기술과 넓은 범위의 스킬로 적을 제압할 수 있다.

### 시스템
원작인 《마비노기》의 일부를 답습하고 있으나 세부적인 요소에서는 많은 차이를 보인다. 스킬 시스템은 원작처럼 랭크업의 방식을 취하고 있으나, 레벨업이 아닌 전투 완수나 메디테이션 스킬을 통해 획득한 AP를 통해 스킬을 올린다는 점에서 차이가 있다. 스킬은 스킬창[v]눌러 일정 골드를 지불하고 입수할 수 있으며, 중요한 스킬은 스토리 진행 중에 따로 스킬을 입수할 수 있다. 또한, 스킬을 수련하는 중에는 다른 스킬의 랭크업을 진행할 수 있다. 타이틀 또한 원작처럼 특정 조건을 만족시키면 얻을 수 있으나, 그 타이틀을 장착하지 않고 획득하는 것만으로도 효과를 볼 수 있다는 것이 차이점이다.

## 개발
2006년부터 데브캣 채용 안내 문서에서 코드 네임인 '프로젝트 영웅전'으로만 소개되다가, 2007년 4월 2일 넥슨을 통해서 게임 정보가 처음으로 정식 발표되었다. 데브캣 스튜디오의 김동건 본부장은 소스 엔진의 사용에 대해서 강조하며 "소스엔진의 사실적인 하이엔드 비주얼 표현력 역시 영웅전을 돋보이게 할 것이며, 밸브에서도 이 프로젝트에 많은 관심을 보이며 협조하고 있다."고 설명하였다.

### 줄거리
켈트 신화를 배경으로 하는 원작 마비노기온을 바탕으로 하였으며, 데브캣 스튜디오의 작품인 마비노기와 평형세계이다.
2007년 11월 8일 지스타에서 처음으로 영상이 공개되었고, 다음 해인 2008년 11월 13일에는 지스타에서 최초 공개 시연을 진행하였다.
데브캣은 서버 접속과 같은 기술적인 문제를 시험하고자 2009년 3월 20일부터 2일 동안 1차 클로즈 베타 테스트를 시행했으며, 2009년 5월 19일부터 5일 동안에는 2차 클로즈 베타 테스트를 진행하였다. 이후에도 간헐적으로 새로운 시스템과 서버 안정성을 시험하는 게릴라 테스트가 열렸다. 게릴라 테스트 일정과 게임에 대한 소식은 SMS 서비스를 통해서 문자로 받아볼 수 있었다.
넥슨은 2009년 12월 4일 아펙스 홍보관에서 기자 간담회를 개최하고 《마비노기 영웅전》의 게임 시스템과 게이머 대상 서비스, 론칭 전략, 향후 계획 등을 공개하였다.액션 리얼리티의 표방이며, 온라인 게임의 한계를 극복하고자 노력하였다"고 언급하였다. 2009년 12월 16일에 PC방을 대상으로 하는 프리미어 오픈이 본격적으로 이루어졌다. 프리미어 오픈 첫 날에는 PC방 RPG 장르 순위 6위를 기록하였으며, 같은 달 20일에는 동시접속자수 1만을 돌파하였다.

## XE 버전
마비노기 영웅전은 프리미어 버전과 XE(eXtreme Edition) 버전의 두 가지가 존재한다. 초기 개발 버전이자 기본 버전이 프리미어 버전이고, 프리미어 버전에서 현실성을 덜고 가볍고 호쾌한 액션을 추구한 버전이 XE 버전이다. XE 버전은 프리미어 버전에서 점프, 띄우기, 콤보 시스템 및 공중 콤보, XE 무브 등의 요소가 추가되었고 일부 캐릭터의 스킬이나 전투 스타일이 변경되어 있으며, 몬스터의 패턴 난이도도 일부 하향 조정되어 있다. 대한민국에서 별도 서버의 형태로 처음 시작하였으며, 중국과 유럽에서 XE 버전으로 서버를 오픈하여 서비스하고 있다. 대한민국 XE 서버는 낮은 이용자 수로 인해 2014년 4월 프리미어 서버와 통합되는 형태로 폐쇄되었으나, 기존에 XE 버전으로 운영하던 중국, 유럽 서버에서는 현재도 XE 버전으로 계속해서 서비스하고 있다.
- 프리미어 서비스 지역
  - 대한민국, 북아메리카, 일본, 타이완, 호주
- XE 서비스 지역
  - 대한민국(~ 2014. 4. 24), 유럽, 중국

## 논란
2015년 2월 27일 확률성 아이템 '스칼렛 플루트'에서 운에 따르지 않고 스칼렛 플루트에서 획득 가능한 아이템을 교환 가능한 '일렁이는 불 조각'에 대한 확률조작 논란이 있었다. 넥슨이 해당 유저가 불 조각을 다량 보유중이라면 일렁이는 불 조각의 획득 확률이 떨어지도록 조작했다고 거센 반발이 일었다.해당 논란은 한 유저의 실험(인벤토리에 불 조각이 한개만 있을경우,불 조각이 무조건 지급되는 현상을 발견)을 통한 게시글 작성으로 인해,유저들의 질타를 받게 되었다.2월 27일 오후 6시경 사태의 심각성을 안 넥슨측에서는 긴급 임시 점검을 통해 확률을 복구해놓았다.넥슨 측에서는 불 조각을 0개 만큼 획득한 유저들에게 그 횟수만큼 불 조각을 지급하였다.추후 넥슨은 공지사항을 통해 '확률 조작은 없었으며,시스템상의 오류'라고 해명했다.

## 평가
| 평가                                          |        |
| --------------------------------------------- | ------ |
| 통합 점수 통합사 점수 메타크리틱 76/100 [ 9 ] |        |
| 통합 점수                                     |        |
| 통합사                                        | 점수   |
| 메타크리틱                                    | 76/100 |